# Max Judd
Max Judd, właśc. Maksymilian Judkiewicz (ur. 27 grudnia 1851 w Tenczynku, zm. 7 maja 1906 w Saint Louis) – polsko-amerykański mistrz szachowy pochodzenia żydowskiego.

## Życiorys
Urodził się w Tenczynku w rodzinie żydowskiej jako Maksymilian Judkiewicz. W 1862 wyemigrował do Stanów Zjednoczonych i osiadł w Saint Louis w stanie Missouri, gdzie utworzył St. Louis Chess Club, którego był także pierwszym prezydentem.

## Osiągnięcia turniejowe oraz meczowe
- 1881 – mecz z George’em Mackenziem; porażka (+5-7=3)
- 1874 – turniej Third American Chess Congress; III miejsce
- 1876 – turniej Fourth American Chess Congress; II miejsce
- 1887 – mecz z Albertem Hodgesem(inne języki); zwycięstwo (+5-2=2)
- 1890 – mecz z Jacksonem Showalterem; zwycięstwo (+7-3=0)
- 1892 – mecz z Jacksonem Showalterem; przegrana (+4-7=3)
- 1899 – mecz z Harrym Pillsburym; przegrana (+1-4=0)
- 1903 – turniej Western Chess Association Championship; I miejsce
- 1904 – turniej Seventh American Chess Congress; II miejsce

Retrospektywny ranking Chessmetrics przypisuje Maxowi Juddowi 9. miejsce na świecie w 1882 roku.